# Quesits o perquens
Quesits o perquens (també anomenat, simplement, Quesits) és un incunable en català imprès l'any 1499 a Barcelona per Pere Posa. Tot i que atribuït al text a «mestre Albert Gran», es tracta en realitat d'una traducció anònima del Liber de homine de Girolamo Manfredi, conegut en italià com Il perché.
Es tracta d'un tractat de divulgació mèdica escrit en forma de preguntes i respostes, inscrit dins el context de vernacularització del saber de finals de l'edat mitjana i el Renaixement, que va ser molt difós a Europa. Així, a més de les nombroses edicions italianes, fou també publicat en castellà com Libro llamado el porqué (Alcalá de Henares, 1587). L'obra inclou, així mateix, un regiment de sanitat (un tipus de manual preventiu típic de l'època) i un tractat de fisiognomonia, és a dir, sobre l'estudi del caràcter de les persones a partir de llur fisiognomia o trets facials.
D'acord amb el colofó de l'obra, l'incunable fou estampat a Barcelona per Pere Posa, que el va acabar d'imprimir el 20 de novembre de 1499. D'acord amb el treball d'Antònia Carré i Lluís Cifuentes, la traducció anònima de l'obra es basa en la segona edició de l'original, impresa a Nàpols l'any 1478 per Francesco del Tuppo, fet que explica l'atribució errònia a sant Albert. Se'n conserven actualment quatre exemplars: dos a Barcelona (un a la Biblioteca de Catalunya i l'altre a la Universitat de Barcelona), un a Madrid (Reial Acadèmia de la Història) i un a València (Universitat de València); aquest darrer és el més ben conservat de tots. El 2004, Quesits o perquens fou reeditat a cura d'Antònia Carré a la col·lecció «Els Nostres Clàssics» de l'editorial Barcino.